# Пупукеа (Гаваї)
Пупукеа (англ. Pūpūkea) — переписна місцевість (CDP) в США, в окрузі Гонолулу штату Гаваї. Населення — 5130 осіб (2020).

## Географія
Пупукеа розташована за координатами 21°39′8″ пн. ш. 158°3′28″ зх. д. / 21.65222° пн. ш. 158.05778° зх. д. (21.652193, -158.057876).  За даними Бюро перепису населення США в 2010 році переписна місцевість мала площу 15,75 км², з яких 8,90 км² — суходіл та 6,85 км² — водойми.

## Демографія
Згідно з переписом 2010 року, у переписній місцевості мешкала 4551 особа в 1580 домогосподарствах у складі 1011 родини. Густота населення становила 289 осіб/км².  Було 1878 помешкань (119/км²).
Расовий склад населення:
| - 59,5 % — білих - 12,0 % — азіатів - 5,0 % — вихідців з тихоокеанських островів - 0,6 % — чорних або афроамериканців - 0,4 % — корінних американців - 2,2 % — осіб інших рас |

До двох чи більше рас належало 20,3 %. Частка іспаномовних становила 8,8 % від усіх жителів.
За віковим діапазоном населення розподілялося таким чином: 20,5 % — особи молодші 18 років, 70,3 % — особи у віці 18—64 років, 9,2 % — особи у віці 65 років та старші. Медіана віку мешканця становила 37,3 року. На 100 осіб жіночої статі у переписній місцевості припадало 110,5 чоловіків;  на 100 жінок у віці від 18 років та старших — 111,8 чоловіків також старших 18 років.
Середній дохід на одне домашнє господарство  становив 114 360 доларів США (медіана — 106 272), а середній дохід на одну сім'ю — 121 625 доларів (медіана — 115 810). Медіана доходів становила 50 946 доларів для чоловіків та 53 424 долари для жінок. За межею бідності перебувало 6,4 % осіб, у тому числі 5,1 % дітей у віці до 18 років та 2,2 % осіб у віці 65 років та старших.
Цивільне працевлаштоване населення становило 2564 особи. Основні галузі зайнятості: освіта, охорона здоров'я та соціальна допомога — 25,5 %, будівництво — 13,7 %, мистецтво, розваги та відпочинок — 12,9 %.